# Extreme Light Infrastructure
 (janvier 2014).
Si vous disposez d'ouvrages ou d'articles de référence ou si vous connaissez des sites web de qualité traitant du thème abordé ici, merci de compléter l'article en donnant les références utiles à sa vérifiabilité et en les liant à la section « Notes et références ».
Pour les articles homonymes, voir ELI.

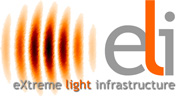
Logo du programme ELI.

Extreme Light Infrastructure (ELI) est une infrastructure de recherche faisant partie des projets européens prioritaires identifiés sur la feuille de route ESFRI. Cette grande installation laser, en cours de construction, hébergera les lasers les plus intenses au monde. ELI permettra à la communauté scientifique internationale d'accéder à des opportunités de recherche multidisciplinaire sans précédent grâce à ses lasers et aux sources secondaires qu'ils génèreront. Il s'agit de la toute première installation internationale de ce genre dans le domaine de la science laser.

## Caractéristiques
L'infrastructure consistera en quatre centres de recherche exploités de manière intégrée. Trois sont actuellement en cours de construction en Hongrie, en République tchèque et en Roumanie, pour un volume total d'investissement de près de 850 millions d'euros provenant pour l'essentiel du Fonds européen de développement économique et régional (FEDER).
À Dolní Břežany, près de Prague, en République tchèque, l'installation ELI-Beamlines se consacrera au développement de sources secondaires à partir de l'accélération de particules chargées. 
ELI Attosecond Light Pulse Source (ELI-ALPS) à Szeged, en Hongrie, sera une installation unique en son genre fournissant des sources de lumière avec une grande gamme de fréquences sous la forme d'impulsions ultra-courtes à haute cadence. 
À Măgurele, en Roumanie, ELI Nuclear Physics (ELI-NP) se concentrera sur des applications scientifiques dans le domaine de la physique nucléaire sur la base de lasers ultra-intenses et d'une source de rayonnement gamma. Ce centre travaillera notamment au traitement des déchets radioactifs. Le système Thales a délivré ses premières impulsions début 2019 avec la puissance record de 10 pétawatts le 7 mars 2019.
La localisation du dernier centre de recherche d'ELI, le pilier ultra-haute intensité, doit encore être décidée[Quand ?]. Ce centre excédera d'un ordre de grandeur la puissance des piliers d'ELI en cours de construction.
Il est prévu qu'à la fin des années 2020, leurs spécifications dépassent celle du laser Apollon qui est, en 2017, le plus puissant au monde.

## Histoire
Le projet Extreme Light Infrastructure a été lancé en 2005 par une initiative de la communauté scientifique laser européenne et le réseau de grandes installations laser nationales LASERLAB-EUROPE dans le contexte de la préparation de la première feuille de route du Forum européen de stratégie pour les infrastructures de recherche (ESFRI). De 2007 à 2010, la phase préparatoire d'ELI, bénéficiant d'un financement de la Commission européenne, a impliqué près de quarante laboratoires provenant de treize pays membres de l'Union européenne. Gérard Mourou, prix nobel de physique 2018, initiateur du projet, était le coordinateur de cette phase préparatoire.
Lors de la réunion de son Comité directeur (Steering Committee) du 1er octobre 2009, à Prague, le Consortium de la Phase Préparatoire d'ELI (ELI-PP) a donné mandat à la Hongrie, la République tchèque et la Roumanie de procéder à la construction des trois premiers centres de recherche d'ELI. Au terme de la phase préparatoire, le 31 décembre 2010, la responsabilité du projet a été confiée au ELI Delivery Consortium, composé de représentants des trois pays hôtes. La décision de financement FEDER pour la construction de l'installation ELI Beamlines, en République tchèque, a été approuvé par la Commission européenne le 20 avril 2011, suivie par celle concernant le financement de l'installation ELI Nuclear Physics, en Roumanie, le 18 septembre 2012. L'accord pour le financement de l'installation ELI-ALPS en Hongrie est attendu début 2014. Il est prévu que l'exploitation de ces trois centres de recherche débute durant le premier semestre de 2018.
L'association internationale ELI Delivery Consortium a été fondée le 11 avril 2013 sous la forme d'une association internationale sans but lucratif de droit belge (AISBL). Elle a pour objet de promouvoir le développement pérenne d'ELI comme infrastructure de recherche pan-européenne, de soutenir la mise en œuvre coordonnée des centres de recherche d'ELI et de préserver la cohérence et la complémentarité de leurs missions scientifiques. L'association a également pour mission d'organiser l'établissement du consortium international qui sera chargé de la future exploitation d'ELI, de préférence sous la forme d'un consortium européen pour une infrastructure de recherche (ERIC), une forme légale introduite en 2009 par un règlement européen. L'adhésion à l'association est ouverte aux institutions de tout pays intéressé.